# Travail d’Arabe (série télévisée)

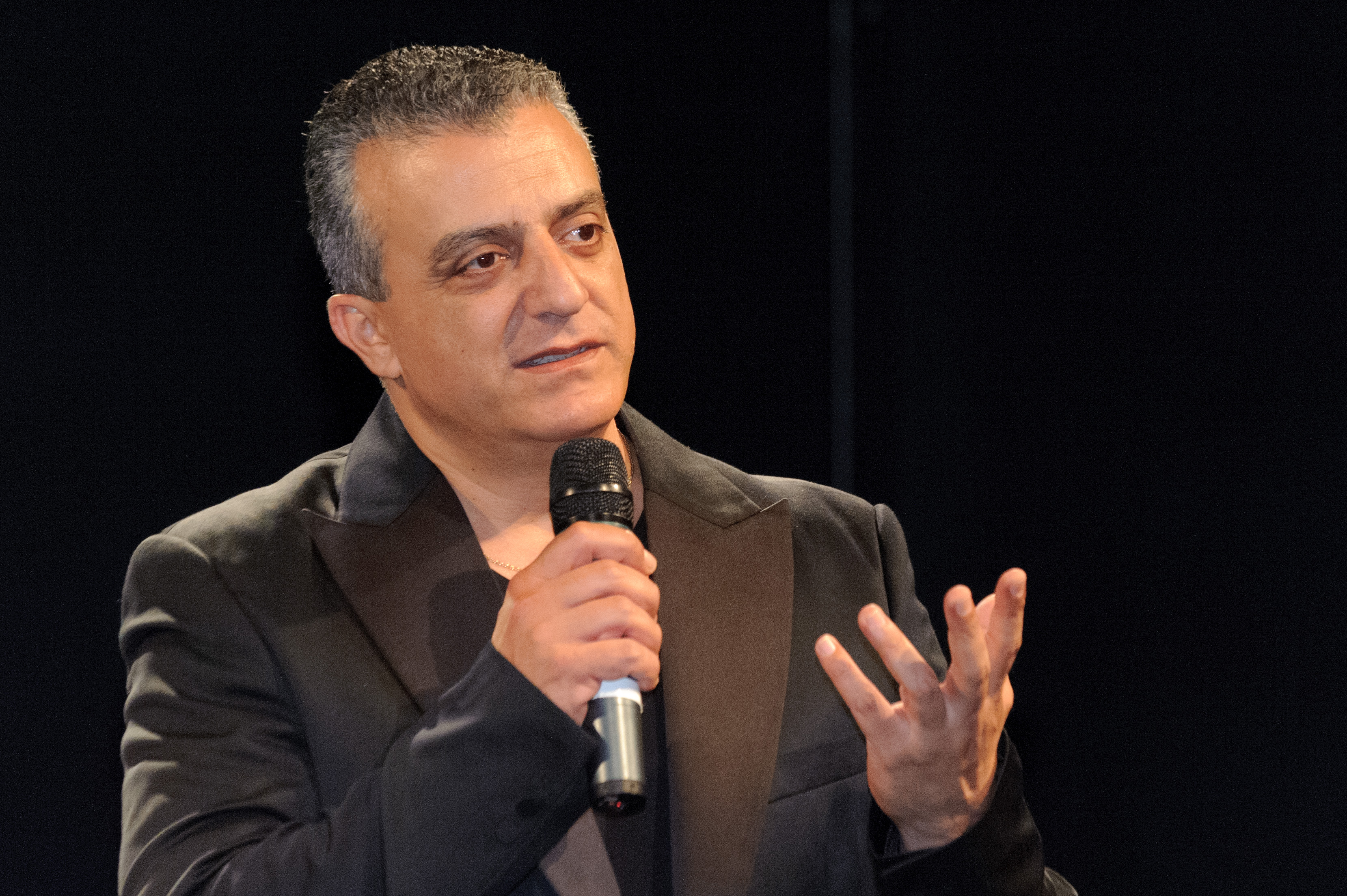
Norman Issa joue le personnage principal, Amjad

Travail d’arabe (en français Travail d’Arabe, hébreu עבודה ערבית (῾avōdah ῾aravīt), arabe شغل عَرَب (šuġl ʕarab)) est une série télévisée israélienne sous forme de sitcom créée par Sayed Kashua. 

## Histoire
La série a démarré en Israël en 2007 sur la chaîne Channel 2 (Aroutz 2) de la société de diffusion Keshet (en). La deuxième saison a été diffusée en 2008, et la troisième saison en 2012.
Cette série, dont le titre en hébreu familier porte l’idée de “travail peu soigné” , se focalise sur les situations familiales et professionnelles d’Amjad, un journaliste arabe israélien. Une bonne partie du comique provient du paradoxe de la relation d’amour-haine entre Amjad et son identité arabe, et de son désir simultané de s’intégrer confortablement dans la société israélienne.
En se moquant de la fracture culturelle, les personnages de Kashua jouent sur les différences religieuses, culturelles et politiques pour dépeindre avec audace la société mélangée de Jérusalem.
Elle est sortie en DVD, une fraction de chaque vente étant affectée au soutien de Link TV.

## Distribution
- Norman Issa : Amjad, un journaliste arabe israélien qui travaille à Jérusalem
- Mariano Idelman : Meir, le collègue juif israélien d’Amjad au magazine
- Clara Khoury : Bushra, la femme d’Amjad
- Mira Awad : Amal, une avocate arabe israélienne par qui Meir est attiré
- Salim Daw : Ismael, le père d’Amjad
- Salwa Nakkara : Umm, la mère d’Amjad
- Fatma Yihye : Maya, la fille d’Amjad et Bushra

## Réception
Le Chicago Tribune le décrit comme "…une émission révolutionnaire qui trouve l’humour dans le partage d’une patrie". Le New York Times commente que "Kashua a réussi faire voler les barrières culturelles et à apporter le point de vue d’un Arabe dans le courant dominant des divertissements israéliens".